# Sergio Javier Molina Martínez
Sergio Javier Molina Martínez (Hidalgo del Parral, Chihuahua, México; 23 de septiembre de 1975) es un doctor en Derecho, magistrado federal de circuito y profesor titular de las asignaturas de Derecho laboral y Derecho Procesal Laboral en la facultad de derecho de la UNAM; así como de Amparo laboral y Derecho Laboral en la especialidad y maestría de la Universidad Panamericana (México). Actualmente desempeña el cargo de Consejero de la Judicatura Federal.

## Estudios y formación
Asistió a escuelas locales públicas, en las cuales se destacó por haber obtenido diversas becas entre las que se encuentran: «Luis Donaldo Colosio Murrieta» (1997) otorgada por la Universidad Autónoma de Chihuahua y «Beca Telmex», por la fundación Telmex (1997).
Egresó en 1998 de la Universidad Autónoma de Chihuahua como licenciado en Derecho; cursó la especialidad en Derecho Constitucional en la Universidad de Salamanca, España (2001); obtuvo el grado de maestría en la Universidad Nacional Autónoma de México (2006), y de especialización en Derecho de Amparo (2017) y de doctor en Derecho (2023) en la Universidad Panamericana (México).

## Trayectoria profesional
Es precursor en las materias de equidad de género, derechos humanos y reforma laboral en México. Actualmente encabeza los esfuerzos del Poder Judicial de la Federación en el Consejo de Coordinación de Implementación de la Reforma al Sistema de Justicia Laboral; designación que deriva por los diversos cargos que ha ocupado como juzgador federal, así como su actividad en el ámbito académico.
En el servicio público ha fungido como juez de distrito y magistrado federal, ambos por concursos de oposición, con adscripciones en diversas materias y ciudades del país, especialmente en la materia laboral. Su carrera judicial también comprende las designaciones por el entonces Consejo de la Judicatura Federal como magistrado Visitador Judicial «A» y titular de la Unidad de Implementación de la Reforma en Materia de Justicia Laboral.
Se ha desempeñado como docente en la Escuela Federal de Formación Judicial, Casas de la Cultura Jurídica, así como en diversas universidades de México, entre las que destacan la Universidad Nacional Autónoma de México, Universidad Panamericana, Universidad Autónoma de Chihuahua y Universidad De La Salle Bajío, y diversas universidades extranjeras como el Instituto Alonso Martínez de Justicia y Litigación en Madrid, España y las Escuelas Judiciales de los Tribunales Regionales del Trabajo de la 14 y 24 Región en Brasil. Ha participado como invitado en múltiples foros de la Suprema Corte de Justicia de la Nación y Tribunales Superiores de Justicia de la República Mexicana.
Actualmente, ostenta el cargo de Consejero de la Judicatura Federal, designado por el Pleno de la Suprema Corte de Justicia de la Nación el 28 de noviembre de 2019 por unanimidad de votos.

### Reforma laboral
Participó en la conformación y discusión de la reforma ocurrida en materia justicia laboral, libertad sindical y negociación colectiva a la Ley Federal del Trabajo, Ley Orgánica del Poder Judicial de la Federación, Ley Federal de la Defensoría Pública, Ley del Instituto del Fondo Nacional de la Vivienda para los Trabajadores y Ley del Seguro Social (1 de mayo de 2019).
En su desempeño como titular de la Unidad de Implementación de la Reforma en Materia de Justicia Laboral, diseñó el Plan Integral de Formación y Selección en Materia de Justicia Laboral, en el cual desarrolló un modelo de capacitación del nuevo sistema laboral que se replica en todos los estados de la República Mexicana.

### Designaciones
- Representante del Poder Judicial de la Federación en el Consejo de Coordinación para la Implementación del Sistema de Justicia Laboral.
- Consejero Técnico de la Delegación gubernamental de México en la 111.ª Conferencia Internacional del Trabajo de la OIT, en Ginebra, Suiza.
- Representante del Poder Judicial de la Federación ante el Consejo Consultivo del Sistema Nacional de Información Estadística y Geográfica.
- Integrante de la Comisión de Seguimiento de las Reglas de Brasilia de la Cumbre Judicial Iberoamericana.

## Distinciones
- De la Universidad Nacional Autónoma de México, Facultad de Derecho. Cátedra extraordinaria «Alfredo Sánchez Alvarado» como reconocimiento a su desempeño académico y profesional en la ciencia jurídica (2024).
- Del Tribunal Superior del Trabajo de Brasil. En reconocimiento al relevante aporte a la Justicia Laboral. Medalla conmemorativa del 80 aniversario de la consolidación de las leyes laborales como parte de las acciones de celebración del histórico (2023).
- De la Federación Americana de Abogados, como Magistrado del Año. Medalla «Don Miguel Ramos Arizpe», por su Extraordinaria Trayectoria Profesional como Magistrado Federal y precursor en la materia de equidad de Género, Derechos Humanos y de la Reforma Laboral en México (2023).
- De la Universidad Autónoma de Zacatecas «Francisco García Salinas», por su destacada trayectoria académica y sus aportes a la ciencia jurídica. (2021).
- De la Suprema Corte de Justicia de la Nación, por sus aportaciones en la defensa de los derechos humanos (2016).
- Mención Especial, por la resolución recaída a los juicios de amparo 2902/2012 y 538/2011, como un ejemplo de sentencias que salvaguardan y protegen los derechos humanos, dictada por el Juzgado Primero de Distrito del Centro Auxiliar de la Décima Región, donde fungía como Juez de Distrito. Reconocimientos a Sentencias y Mejores Prácticas 2013, de la Asociación Mexicana de Impartidores de Justicia, A.C. (2013).
- Mención Especial, por la resolución recaída al juicio de amparo 1278/2011, como un ejemplo de sentencias que incorporan perspectiva de género, dictada por el Juzgado Primero de Distrito del Centro Auxiliar de la Décima Región, donde fungía como Juez de Distrito. Reconocimientos a Sentencias y Mejores Prácticas 2013, de la Asociación Mexicana de Impartidores de Justicia, A.C. (2013).

## Producción científica y humanística

### Artículos
- ___ (2022). Los derechos sociales en el contexto del nuevo sistema de justicia laboral en México. Anuario de derecho constitucional latinoamericano, año XXVIII, pp. 253-284. Colombia. ISSN 2346-0849.
- ___ (2022) Juzgar con perspectiva de género. El infanticidio y el amparo. Mujeres en la Justicia, año I, n.º 1, p. 79. México.
- ___ (2022) La reforma laboral en México. Una lectura sobre su constitucionalidad. Revista del Instituto de la Judicatura Federal, n.º 52. México.
- ___ (2019) La defensa jurídica adecuada. Un componente indispensable para el cumplimiento del acceso a la justicia y la ejecución del debido proceso en el nuevo sistema de justicia laboral. Revista Mexicana de Justicias Orales, año II, n.º 2. México. ISSN 2594-3014.
- ___ (2019) Requerimientos tecnológicos y digitales para la transición de la reforma en materia de justicia laboral. Una propuesta para el Poder Judicial de la Federación. Revista Mexicana de Justicias Orales, año II, n.º 1. México. ISSN 2594-3014.
- ___ Un Nuevo Modelo de Justicia en Materia Laboral. El Reto para el Poder Judicial de la Federación. México. Escuela Federal de Formación Judicial (revista 46).
- ___ (2018) El Nuevo Sistema Procesal Laboral Mexicano. Los principios que ahora deben conformarlo. México. Revista Mexicana de Justicias Orales (año 1, n.º 2, sección laboral).
- ___ (2018) La vulnerabilidad y la bioética. Su interrelación con instrumentos de derecho internacional y el amparo. México. Consejo de la Judicatura Federal, publicación «Los influjos de la declaración americana de los derechos y deberes del hombre. una mirada desde la judicatura».
- ___ (2017) El juicio de amparo indirecto contra providencias cautelares previstas en la Ley Federal del Trabajo. México. Escuela Federal de Formación Judicial (revista 43).
- ___ (2008) Nociones del juicio oral en el estado de Chihuahua. México. Escuela Federal de Formación Judicial (revista 26).
- ___ La ponderación de derechos fundamentales en la suspensión. Editorial de la Suprema Corte de Justicia de la Nación.
- ___ El servicio de guardería frente a la seguridad, salud e integridad. Editorial de la Suprema Corte de Justicia de la Nación.
- ___ (2002) Constitución y su defensa jurídica. Revista Lecturas Jurídicas de la Facultad de Derecho de la Universidad Autónoma de Chihuahua, época II, año VI, volumen XIII, junio de 2002.
- ___ (2000) El derecho de afiliación a los partidos políticos y su tutela jurisdiccional y la Constitución y su defensa jurídica. Revista Lecturas Jurídicas de la Facultad de Derecho de la Universidad Autónoma de Chihuahua, Época II, año IV, volumen IX, febrero de 2000.
- ___ (2000) Breves notas en relación con los derechos humanos y su tutela jurisdiccional. Revista Jurídica del Poder Judicial del Estado de Chihuahua, año V, n.º 8, verano del 2000.

### Libros
- Molina Martínez, Sergio Javier (2024). La otra Reforma Laboral en México: El mecanismo laboral de respuesta rápida del T-MEC y el Nearshoring. México. Editorial Porrúa. ISBN 9786070944093.
- ___ (2024) Crónicas y reflexiones del seminario «Derecho de asociación y democracia» (Coordinador). México. Editorial Tribunal Electoral del Poder Judicial de la Federación. ISBN 9786077087106.
- Molina Martínez, Sergio Javier (2023). Cambio social y justicia laboral en México. México. Editorial Porrúa. ISBN 9786070942877.
- ___ (2023). Acciones de capacitación para el nuevo sistema de justicia laboral, 2.ª Edición (Coordinador). Tirant Ll Blanch. México. ISBN 9788411476676.
- Molina Martínez, Sergio Javier (2022). El Nuevo Sistema de Justicia Laboral en México, 2.ª Edición. México. Editorial Porrúa. ISBN 9786070940903.
- Molina Martínez, Sergio Javier (2021). El Nuevo Sistema de Justicia Laboral en México. México. Editorial Porrúa. ISBN 9786070936784.
- ___ (2021). Acciones de capacitación para el Nuevo Sistema de Justicia Laboral (Coordinador). México ISBN 9788413781884.
- Molina Martínez, Sergio Javier (2014). Vocabulario Judicial. México. Editorial Porrúa.

### Capítulos
- Carranco Zúñiga, Joel (2008). El juicio de amparo en materia administrativa. Con el capítulo: El interés legítimo en el juicio de amparo. México, Editorial Porrúa. ISBN 9786070935701.